# Чолокава Володимир Анзорович
Володимир Анзорович Чолокава (груз. ვლადიმერ ჩოლოკავა, нар. 7 вересня 1970) — грузинський футболіст, нападник та півзахисник.

## Життєпис
У сезоні 1993/94 років захищав кольори вищолігового «Алазані» (Гурджаані), в футболці якого зіграв 5 матчів. У 1994 році виступав у столичному «Шевардені-1906» (13 матчів, 2 голи).
Під час зимової перерви сезону 1994/95 років виїхав до України, де підписав контракт з рівненським «Вересом». Дебютував у футболці рівнян 4 березня 1995 року в програному (0:1) виїзному поєдинку 18-о туру Вищої ліги проти СК «Миколаєва». Володимир вийшов на поле в стартовому складі та відіграв увесь матч, а на 74-й хвилині отримав жовту картку. У футболці «Вереса» провів 14 поєдинків. Напередодні старту сезону 1995/96 років перейшов у чернівецьку «Буковину». Дебютував у футболці буковинців 4 серпня 1995 року в переможному (4:0) виїзному поєдинку 1-о туру Першої ліги проти хмельницького «Поділля». Чоколава вийшов на поле в стартовому складі, а на 74-й хвилині його замінив Денис Філімонов. У складі «Буковини» в чемпіонаті України зіграв 6 матчів, ще 1 поєдинок провів у кубку України.
У 1996 році повернувся до Грузії, де відіграв 1 сезон у складі тбіліського «Мерані-91».